# BigMat-Auber 93/Saison 2013
Dieser Artikel listet Erfolge und Fahrer des Radsportteams BigMat-Auber 93 in der Saison 2013 auf.

## Erfolge in der UCI Europe Tour
In der Saison 2013 gelangen dem Team nachstehende Erfolge in der UCI Europe Tour.
| Datum       | Rennen                                           | Kat. | Sieger              |
| ----------- | ------------------------------------------------ | ---- | ------------------- |
| 24. Februar | Classic Sud Ardèche                              | 1.1  | Mathieu Drujon      |
| 23. August  | 4. Etappe Tour du Limousin                       | 2.1  | Stéphane Rossetto   |
| 25. August  | Französische Meisterschaft - Straßenrennen (U23) | CN   | Flavien Dassonville |

## Erfolge in der Cyclocross Tour
In den Rennen der Cyclocross-Saison 2012/13 gelangen dem Team nachstehende Erfolge.
| Datum         | Rennen                                   | Fahrer        |
| ------------- | ---------------------------------------- | ------------- |
| 8. September  | Ellison Park Cyclocross 1, Rochester     | Nicolas Bazin |
| 9. September  | Ellison Park Cyclocross 2, Rochester     | Nicolas Bazin |
| 15. September | Catamount Grand Prix - NECX 1, Williston | Nicolas Bazin |
| 22. September | Charm City Cross 1, Baltimore            | Nicolas Bazin |
| 23. September | Charm City Cross 2, Baltimore            | Nicolas Bazin |
| 2. Januar     | Grand Prix Hotel Threeland, Pétange      | Nicolas Bazin |

## Zugänge – Abgänge
| Zugänge           | Team 2012          | Abgänge          | Team 2013            |
| ----------------- | ------------------ | ---------------- | -------------------- |
| Stéphane Rossetto | CC Nogent-sur-Oise | Nicolas Rousseau | Entente Sud Gascogne |
| Théo Vimpère      | Neoprofi           | Jonathan Thiré   | U Nantes             |
|                   |                    | Ronan Racault    | VS Chartres          |
|                   |                    | Johan Mombaerts  | Unbekannt            |

## Mannschaft
| Name                | Geburtstag        | Nationalität |              |
| ------------------- | ----------------- | ------------ | ------------ |
| Romain Bacon        | 8. März 1990      | Frankreich   |              |
| Fabien Bacquet      | 28. Februar 1986  | Frankreich   |              |
| Nicolas Bazin       | 9. Juni 1983      | Frankreich   |              |
| Flavien Dassonville | 16. Februar 1991  | Frankreich   |              |
| Benoît Drujon       | 3. Juni 1985      | Frankreich   |              |
| Mathieu Drujon      | 1. Februar 1983   | Frankreich   |              |
| Guillaume Faucon    | 13. Dezember 1986 | Frankreich   |              |
| Dimitri Le Boulch   | 20. Februar 1989  | Frankreich   |              |
| Stéphane Rossetto   | 6. April 1987     | Frankreich   |              |
| Steven Tronet       | 14. Oktober 1986  | Frankreich   |              |
| Théo Vimpère        | 3. Juli 1990      | Frankreich   |              |
| Stagiaires          | Stagiaires        | Nationalität | Nationalität |
| Alexandre Billon    | Alexandre Billon  | Frankreich   |              |
| Yannis Yssaad       | Yannis Yssaad     | Frankreich   |              |